# Джон Фрост
Джон Дътън (Джони) Фрост (на английски: John Dutton (Johnny) Frost) е британски военачалник, генерал-майор от Военновъздушните сили на Великобритания.
Командир на парашутнодесантен батальон по време на Втората световна война, станал известен най-вече с атаката на германския радар в Западна Франция през 1943 година и с Битката за Арнем по време на Операция „Маркет-Гардън“ през септември 1944 година.